# Dasymaschalon ellipticum
Dasymaschalon ellipticum är en kirimojaväxtart som beskrevs av Nurmawati. Dasymaschalon ellipticum ingår i släktet Dasymaschalon, och familjen kirimojaväxter. Inga underarter finns listade i Catalogue of Life.